# Церковний дзвін
Церковний дзвін — дзвін, використовуваний у богослужбовій практиці. Розміщується на дзвіницях.

## Історія

### Зв'язок дзвона зі старозавітньою традицією використання труб

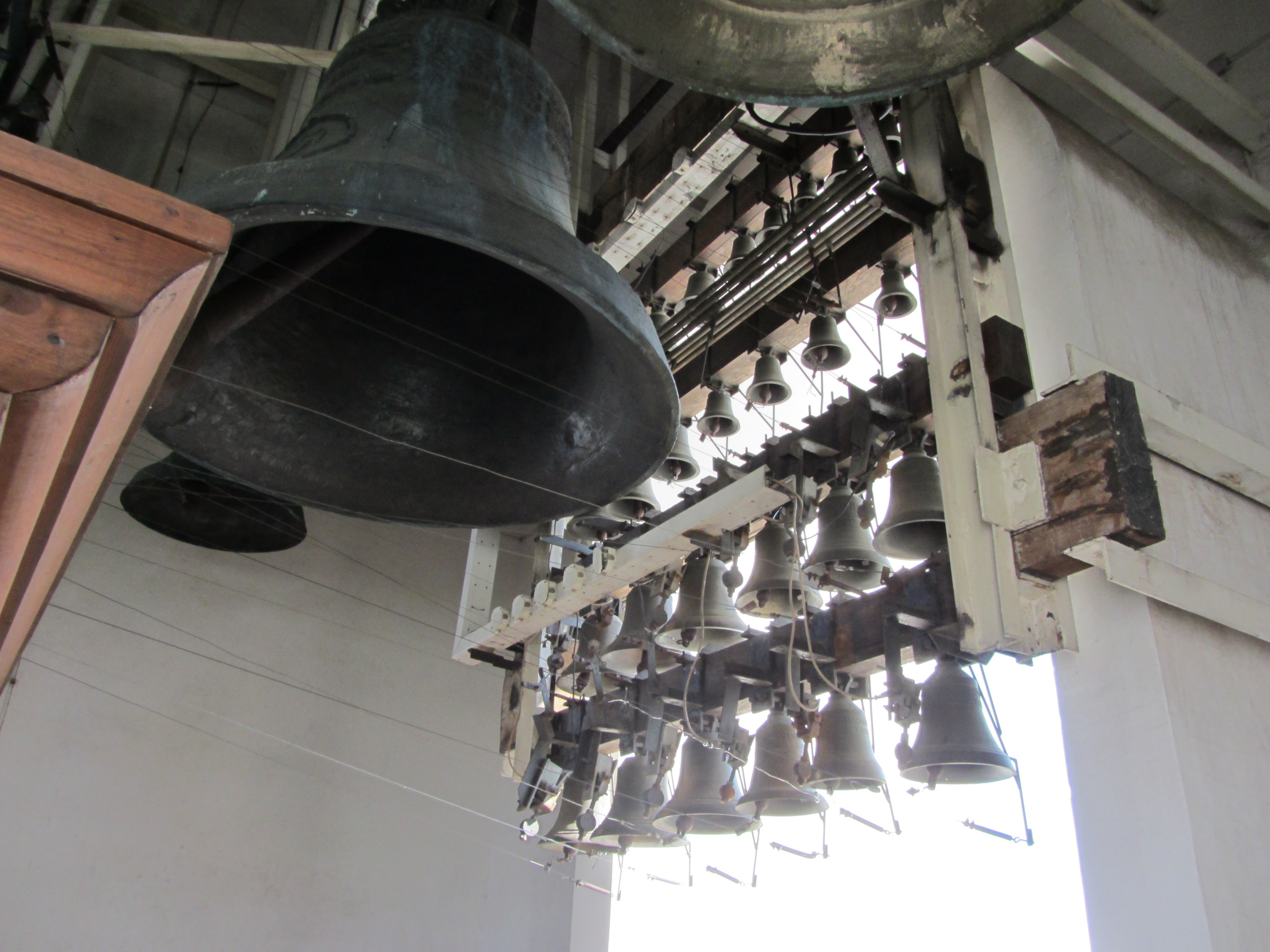
Дзвони на Михайлівській дзвіниці, м. Київ.

Крім того, дзвоном скликався народ на віче. Дзвоном вказували дорогу подорожнім, що заблукали в негоді. Дзвоном оповіщалася небезпека або нещастя, наприклад, пожежа. У трагічні дні для Батьківщини дзвоном закликали народ на захист Вітчизни. Дзвоном оповіщався народ про перемогу і віталося переможне повернення полків з війни та інше.
У Старозавітні часи дзвонів не знали. В перші роки християнства, християнської церкви, дзвонів також не було. У Єрусалимському храмі — віруючі скликалися на богослужіння не дзвонами, а звуками труб.
В молитвах на освячення «дзвона» згадуються сім срібних труб, які Господь звелів зробити Мойсею для скликання народу для жертвоприношення і молитви, для зкріплення мужності війська під час війн. Ці срібні труби, в які трубили ізраїльські жерці, зруйнували стіни Єрихона, так, що не тільки «розумними і духовними створіннями», але і бездуховними, Господь Бог творить преславні справи і чудеса в спасіння і користь вірним. На цій основі освяченому дзвону випрошується Боже благословення і сила для того, щоб ті які чують його вдень або вніч піднімались до славослів'я імені Божого і збирались в церкві, також, щоб сам дзвін віддавав славу Божу, щоб дзвоном осв'ячувалося повітря і проганялись з нього всі злі сили, щоб цим дзвоном втихали бурі вітряні, і блискавки. Щоб накінець, чуючи його вірні раби Божі зміцнювались в благочесті і вірі і мужньо противились злим силам поборюючи молитвою і славослів'ям.
Сам господ Ісус Христос говорить, що при кінці світу Він «пошле ангелів Своїх з сурмою гучноголосою і зберуть обраних Його від чотирьох вітрів, від краю небес до кінця їх» (Мт. 24:31). Апостол Павло говорить про останню трубу Божу, при якій здійсниться зміна людей в безсмертні створіння і воскресіння мертвих. (1 Кор. 15:52).

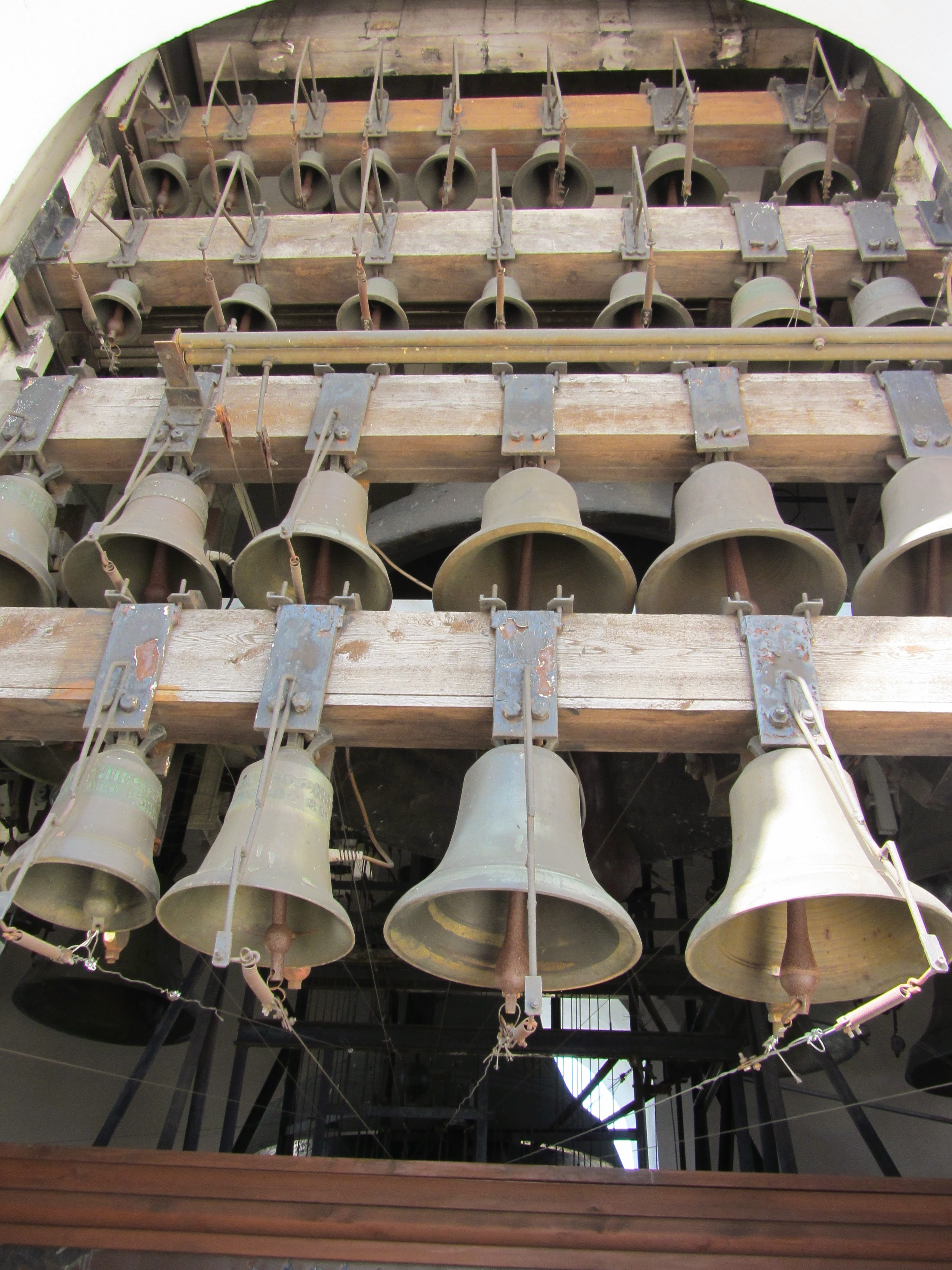
Дзвони у Михайлівському золотоверхому монастирі

### Поява дзвонів
Як і весь чин церковних служб, дзвін мав довгу історію і нинішньої своєї форми — дзвоноподібної набув не раніше, — хоча і не пізніше, ніж і церковне Богослужіння набуло теперішнього свого вигляду. При простішому устрої богослужіння простішим був і спосіб скликання до нього.
Використання дзвонів при загальних і релігійних церемоніях зустрічається у багатьох народів древності. При асирійських розкопках знайдені бронзові дзвони. Єгиптяни використовували при релігійних процесіях ударний дзвінкий інструмент систр, євреї — кимвали і тимпани, верхній одяг єврейського первосвященика був прикрашений дзвіночками. Римляни повідомляли легеньким дзвіночком (tintinnabulum) початок народних зібрань. Християни епохи гонінь уникали сильно звучних інструментів при своєму богослужінні, і навіть з розквітом християнства церква не зразу почала користуватися дзвонами. В правлінні Констянтина Великого вірних скликали в храм ударами молотка і била, а також клепала. Латинська назва дзвона (campana) появилась не раніше IV ст. Легенда пов'язує початок використання дзвона в християнській церкві з єпископом Ноли (де в подальші часи був центр виготовлення невеликих дзвонів), Св. Павлином, якому цю ідею надав ніби вигляд польового дзвіночка. Існує кілька переказів про це. Згідно з одним з них св. Павлин у сні побачив польові квіти — дзвіночки, від яких лунали приємні звуки. Тобто вперше дзвони з'явилися у Західній Європі. Після свого сну єпископ звелів відлити дзвони, що мали форму квітів. Але, очевидно, св. Павлин не ввів дзвони у практику церкви, тобто ні сам він у своїх творах, ні сучасні йому письменники не згадують про дзвони.
Про те, що дзвони з'явились на заході в перше згадується Григорієм Турським (+594) під назва signa.
Догей, єп. Ірландський (+586), бувши мідних і залізних справ майстром, зробив 300 дзвонів.
На початку VII ст. Римському папі Савиніану (наступнику св. Григорія Двоєслова) вдалося надати дзвонам християнського значення. З цього часу дзвони стали поступово використовуватися християнами, й упродовж VIII—IX ст. у Західній Європі дзвони міцно увійшли в практику християнського богослужіння.
На Сході у Грецькій церкві, дзвони стали впроваджуватись з другої половини IX ст., після того, як у 865 році венеціанський дож Урсус надіслав у дарунок імператору Михаїлу 12 великих дзвонів. Ці дзвони були вивішені на вежі при Софіївському соборі. Але у греків дзвони не набули широкого використання.
В Італії дзвони появились вперше при папі Сабініані, близько 604 року, у Франції в 550 році. У VI і VII століттях вони входять у використання в Англії, в правління Карла Великого отримують широке поширення на латинському Заході. При Василії Македонському вперше були привезені з Венеції 12 мідних з срібною добавкою дзвони. Після взяття Константинополя турками в 1453 році дзвін в дзвіницях був заборонений. Вже у блаженного Єронима V ст., а потім у Дуранда XIII ст. зустрічаються описання різних родів дзвонів. Невеликий дзвін для монастирів, грецький ручний дзвін, який нагадує отвір труби, — codon, дуже маленький дзвін, який використовується в хорі, — nola (один із древніх видів дзвонів), більший з широкими краями — petasius, великий важкий церковний дзвін — campana.
Перші дзвони були невеликі, мали не круглу, а чотирьохгранну форму: їхні стінки виковувались і спаювались, а не відливались. Деколи дзвони прикрашались золотом, срібною філігранню і дорогоцінним камінн'ям. Пізніше дзвони отримують круглу форму й збільшуються в розмірах і вазі: орлеанські дзвони XI ст. важать приблизно 80 пудів, паризький дзвін важив 450 пудів, в Італії дзвін Собору св. Петра 835 пудів, в Німеччині дзвін Кельнского собору 1600 пудів, в Австрії дзвін Собору св. Стефана у Відні — 989 пудів. У Швеції Упсала славився своїм ніжним по звучанню скляними дзвонами.
Повний чин православного дзвону, який виник на Русі з давніх-давен і який зберігся в деяких монастирях, складається з почергового використання всіх видів бил і дзвонів у поєднанні з їхнім символом і урочистістю.
В силу історичних причин на Русі, починаючи з XV століття, дзвони стали поступово заміняти била і в теперішній час у більшості храмів і монастирів використовують тільки дзвіниці із дзвонами або металевими билами.
Росія перевищує всі країни величиною і вагою своїх знаменитих дзвонів. До Петра в одній Москві дзвонів було так багато, що тільки із зайвих в зиму 1700 відлили 100 великих гармат  і 143 малих, 12 мортир і 13 гаубиць. В Москві в 1760 році був відлитий дзвін вагою 3351 пудів, який розбився в 1842 році. Замість цього дзвона в 1817 році відлили новий у 4000 пудів (Великий Успенський).

### Асоціація дзвонів з усіма важливими загальними і релігійними подіями
Починаючи з епохи пізнього середньовіччя, дзвони асоціюються з всіма важливими загальними і релігійними подіями. Всяке вільне місто мало дзвін, яким скликались громадяни на зібрання. Міські дзвони деколи підвішувались на спеціальних міських башнях. Влада над міським дзвоном символізувала владу над містом. Дзвоном дзвону для населення відзначались важливі моменти дня і сільської промислової праці. Ранковий світанок, час погашення вогнів і обід повідомлялись дзвонінням великого дзвону.
В селах і містах Англії дзвонами за особливим передзвоном дзвону початок сівби і жнив. В Страсбурзі «дзвін бурі» сповіщав робітників в полі про наближення грози. «Дзвін воріт» вказував на момент відкриття і закриття міських воріт. В багатьох містах католицького Заходу дзвонять в тихий «смертний» дзвін після смерті парафіянина, сповіщаючи про нього стать і вік (3 удари у випадку смерті чоловіка, 2 — жінки; малий дзвін — для дитини, великий для дорослого. Особливо урочистий дзвін для єпископа і члена королівської сім'ї). В часи папи Івана XIV ст. встановився звичай хрещення дзвону. В багатьох легендах про дзвін, він сам собою дзвонить. Перед нещастям, звук його плаче, просить, торжествує. Дзвін таємно зв'язаний зі святими силами і людськими душами. Він будить землю і небо. Багата символіка дзвону знайшла відбиток у класичній поезії. Дзвін оспіваний в знаменитій пісні Т. Мура «вечірній дзвін», в  «Пісні про дзвін» Шиллера, в «Потонутому дзвоні» Гоуптмана. Вечірньому дзвону пресвячені прекрасні рядки у Данте, Мільтона і Шекспіра.
По своїй формі дзвін — це ніщо інше, як перевернута чаша, із якої якби виходять звуки, які несуть в собі благодать.
У східних православних країнах у XI—XII ст., було мало противників дзвонів, як приналежності латинської Церкви, але в XII ст. отримали офіційне благословення на їх використання в Православній церкві.
Спочатку дзвони не мали постійного місця в храмі: їх підвішували і в арках вхідних дверей і у середині храмів, і в башнях куполів, і на окремих дзвіницях біля храмів, і на воротах церковної огорожі, на воротах монастирських стін.

### Ранньохристиянські способи скликання віруючих на богослужіння.
В ранньохристиянські часи, в IV ст., в єгипетських і деяких палестинських монастирях використовувались труби для тих ж цілей, для яких в подальші часи стали використовуватись дзвони.
У перші століття гонінь на християнство з боку язичників християни не мали можливості відкрито скликати віруючих до богослужіння. В той час віруючі скликались на богослужіння таємно. Як правило це робилося через дияконів чи особливих вісників, іноді ж сам єпископ після богослужіння оголошував про час і місце чергового богослужіння.
У древніх християн в період гонінь єпископи скликали віруючих до богослужіння, посилаючи за ними додому. Св. Ігнатій Богоносець рекомендує в письмі св. Полікарпу Смірнському: «зібрання нехай будуть почастіше; скликай на них всіх за іменем». В посланні Ігнатія Богоносця до диякона Герона, між обов'язками диякона додається і скликання віруючих до богослужіння кожного окремо. За словами св. Іо. Кассіяна, скликали братію до богослужіння стуком в двері келій. Диякони були зобов'язані ходити по домівках і повідомляти про час і місце відправи. Але й пізніше, коли вже явно можна було сповідувати Христа, не зразу з'явилися в церкві дзвони. Замість того зстосовувалися труби або церковнослужитель ходив від дому до дому і стукав молотком у двері на знак того, що вже час до церкви; або мали при церкві великі дошки і вдаряли по них даючи знати про початок відправи. Подібно до того і нині так робиться в деяких місцях, і в нас цей звичай також зберігся і «калатають» у Велику п'ятницю і суботу. Значно пізніше почали користуватися дзвонами.
Такі дзвіниці ставляться в західній стороні храму так, що вхід у храм проходить через нижній поверх дзвіниці, який може бути в такому випадку притвором. Прикладом таких дзвіниць є дзвіниця у Михайлівському монастирі і Софії Київській, що знаходяться в Україні, а саме у місті Києві. Поряд з такими дзвіницями продовжували зберігати і будувати храми з дзвонами в куполах на покрівлі («під дзвони», прикладом такого храму є Володимирський собор у Києві) або в дзвіницях, що стоять окремо. Виникнення дзвіниць було зумовлено прагненням і спроможністю виготовляти великі і звучні дзвони. Крім цього, чим вище піднятий дзвін, тим далі його чути, отже високої дзвіниці вимагає і сама ідея дзвона.
Дзвіниця духовно може означати гору, з якої Господь благовістив Євангеліє, і щоглу корабля, де знаходиться спостерігач, сповіщаючий про небезпеку або наближення довгоочікуваної цілі плавання, і вершину земної історії людства, на якій звучить архангельська труба, благовістячи про прихід Христа і початку вічного ідеях[прояснити].
Після нашестя монголо-татар (1237–40 р.р.) дзвонова справа на руських землях на певний час згасає на кілька століть. Відродження дзвонової справи в північно-східній Русі відбувається з кінця XIV століття, центром ливарної справи стає Москва. Максимальна вага дзвонів поступово збільшується від сотень до тисяч пудів.
Спочатку дзвони були невеликі, по кілька сот фунтів. Але з XV ст., коли з'явилися власні заводи для відлиття дзвонів, то стали відливати дзвони великих розмірів.
Відзначаються такі дзвони звучністю і співзвучністю, що досягається в різні способи, як от:
1. Точною пропорцією міді і олова, нерідко з додаванням срібла, тобто правильним сплавом;
2. Висотою дзвона і його шириною, тобто правильною пропорцією самого дзвона;
3. Товщиною стінок дзвона;
4. Правильним підвішуванням дзвона;
5. Правильним сплавом била і способом прикріплення його до дзвона та багатьма іншими чинниками.

Дзвони можуть мати різні розміри, форму, матеріал і спосіб виготовлення. На Русі  в результаті багатовікової практики склалася традиція, коли більшість майстрів старались виливати дзвони з таким профілем, який має опреділені співвідношення діаметру, товщини і висоти і дає багатий тембр і велику тривалість звучання. При цьому підточка дзвонів, як правило не практикувалася, але і не заборонялася.
Після жовтневого перевороту, в СРСР дзвони зазнали безпрецедентних у світовій історії переслідувань з ідеологічних та економічних мотивів. Церковний дзвін був заборонений, а, починаючи з 1930, з початком діяльності т. зв. «Союза воинствующих безбожников» дзвони масово знищувались та переплавлялись для потреб металургії. А перед тим, у часи Першої світової, по обидва боки, як на Російській імперії, так і у цісарській Австрії, дзвони реквізувались на потреби війни[джерело?].

## Дзвін в православ'ї

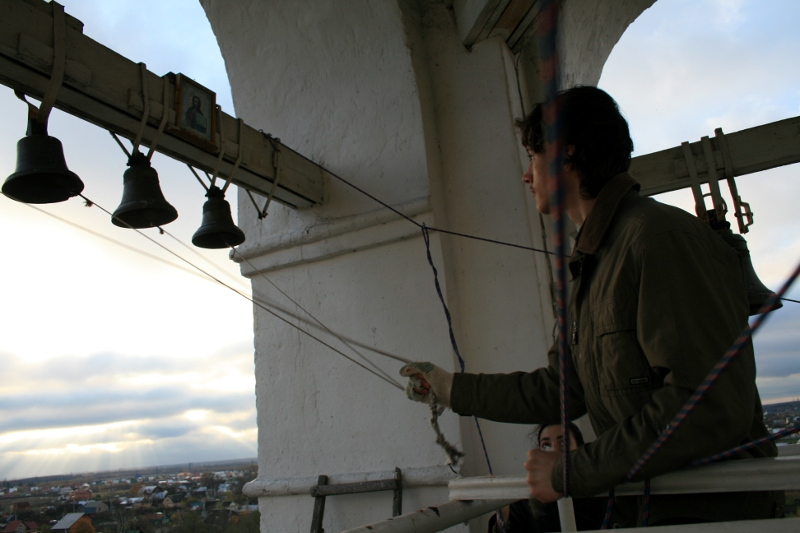
Дзвонар

Дзвін — це доконечна ознака православного храму. Церковний дзвін уживається, щоб:
- скликати вірян до богослужіння;
- виражати торжество церкви і її Богослужінь;
- сповіщати не присутнім в храмі про час здійснення особливо важливих частин Богослужінь.

Православний дзвін служить не тільки для цілей Богослужіння, але і є виразом радості, суму і торжества народу. Звідси і з'явилися різні види дзвону.

### Види церковного дзвону
У церкві розрізняють 4 канонічні види дзвону: благовіст, перебір, передзвін і дзвоніння.
- Благовіст — один з найбільш стародавніх дзвонів Православної церкви і називається так тому, що несе Благу, радісну звістку про початок Богослужіння. Цей дзвін також оповіщає про здійснення таїнства євхаристії на Літургії і про читання Євангелія в інших службах. Благовіст може звучати як самостійно, так і у складі інших дзвонів.
- Перебір — або поховальний (поховальний, провідний) дзвін виражає смуток і скорботу про покійних і складається з двох частин: безпосередньо канонічної (перебору як такого) і вільного (дзвоніння).
- Передзвін — складніший в порівнянні з благовістом і перебором. Він складається також з двох частин: канонічної (тобто самого передзвону) та вільної (дзвоніння). Класично передзвін є дзвоніння по черзі в кожен дзвін (поодинці або кілька разів в кожен), починаючи з найбільшого і до найменшого (іноді з ударом «у вся»), і так повторюють багато разів.
- Дзвоніння — найскладніший в порівнянні з іншими канонічними дзвонами, але і є найяскравішим в музичному відношенні виразом дзвону, оскільки дзвоніння по своїй формі не обмежене церковними уставами і тому різне як по складу використовуваних дзвонів, так і має різноманітну форму виконання, ритм, фактуру і інструментування.[9]

### Била і клепала

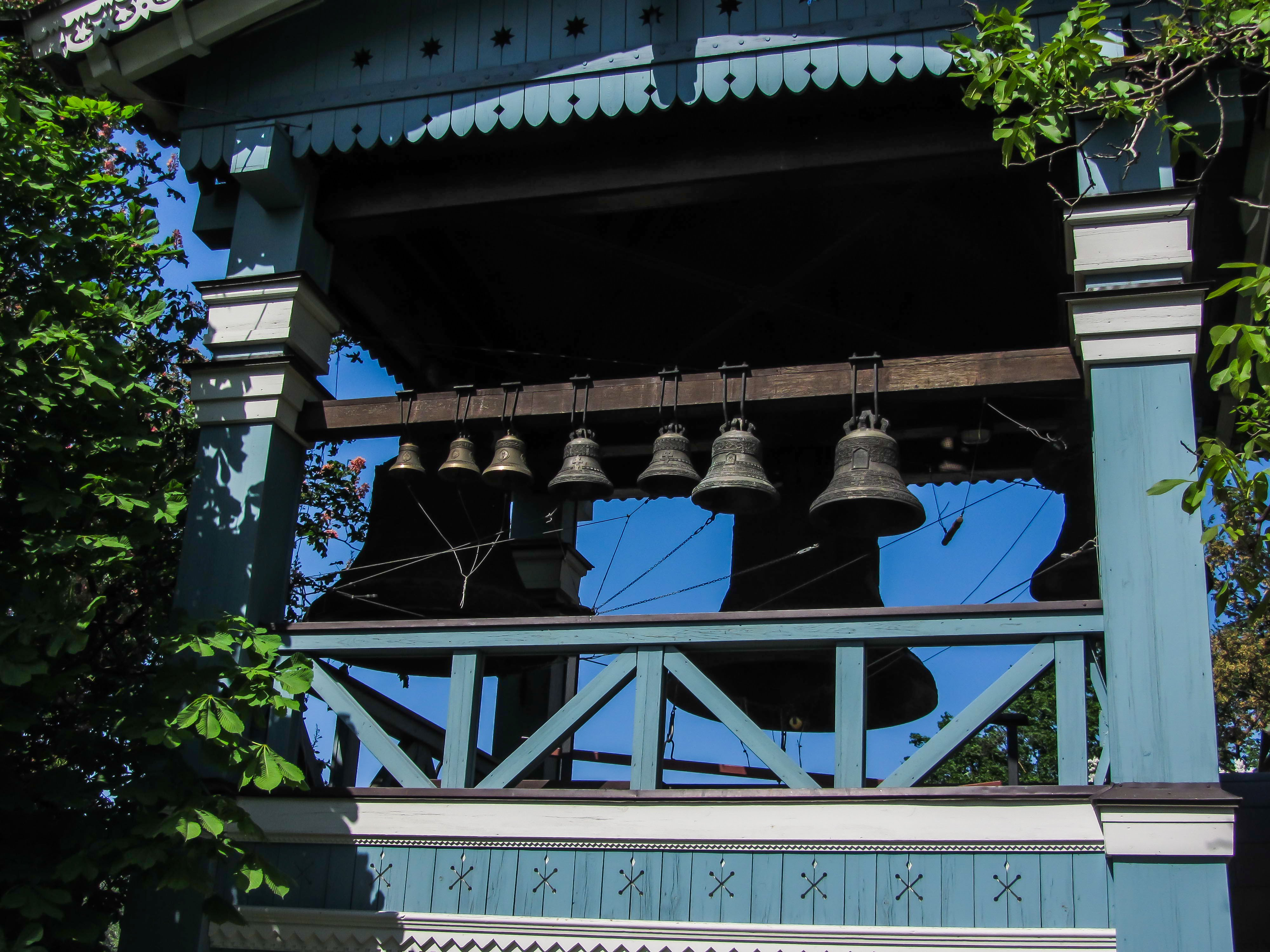
Дзвони в Іллїнському монастирі, Київ.

Загальніший спосіб скликання віруючих на богослужіння визначився до VI ст., коли використовували била і клепала.
Била — це дерев'яні дошки, а клепала — залізні або мідні смуги, зігнуті в напівколо. Била відносяться до музичних ударних інструментів, у яких звучить тіло. Звук виникає завдяки ударам залізним, дерев'яним або пластмасовим молотком і залежить від форми била, матеріалу і ваги била і молотка, а також сили і місця удару.
Були такі види бил:
- било ручне (мале) дерев'яне;
- било велике(велике) дерев'яне;
- било (клепала) металеве.

Било дерев'яне ручне —  це дошка у вигляді весла завдовжки 1-, завширшки 10-, і завтовшки 10-[прояснити] (товщина може до кінця зменшуватись наполовину). На кінцях ручного била, як правило, просверлюють 3, 4 або 5 отворів, які символізують Святу Трійцю, Хрест Господній або Страсті Господні. Ручне било звичайно тримається у лівій руці. Дерево, з якого виготовляється било, повинне бути дзвінким, сухим та мати чим менше сучків і тріщин.
Било дерев'яне велике — це собою дошка завдовжки 2–4 метра, завширшки від 25 міліметрів і завтовшки 30–60  міліметрів. На кінцях великого била також часто просверлюють 3, 4 або 5 отворів. Підвішується воно зазвичай при вході в храм, у трапезній, біля келій, на дзвіниці або в іншому місці.

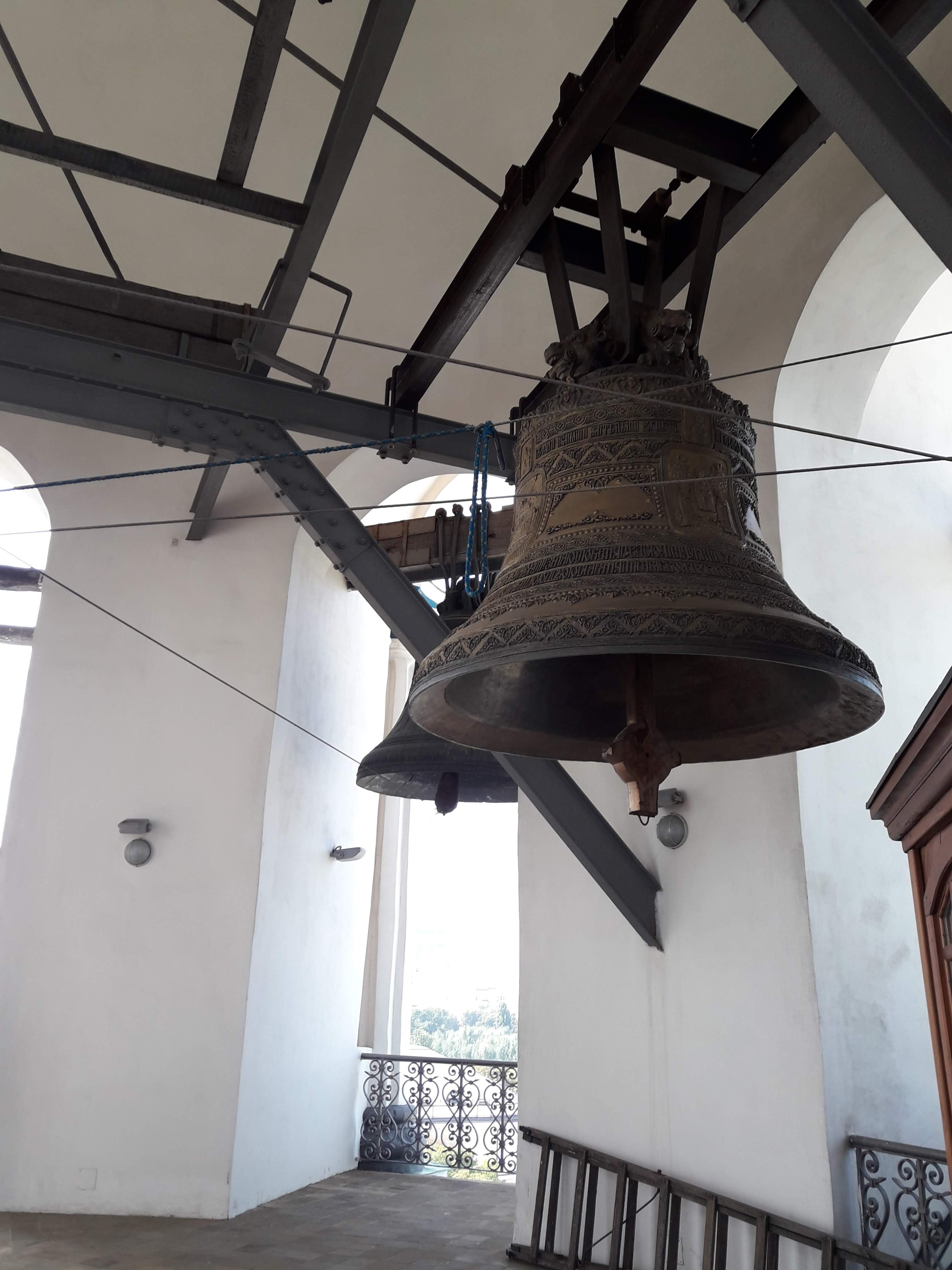
Дзвони на Великій лаврській дзвіниці

Залізне било (клепало) може мати різні розміри, форму, матеріал і спосіб виготовлення.
З IV століття знаходимо згадку про било. У житії Феодосія Великого (пом. 529), про скликання на часи і літургію говориться: «вдаряли в дерево». Крім «дерева» згадувалось «вдаряння», «молоток для удару» (ручне било). Про била залізні вперше згадується тільки в повних уставах XI–XII ст. Вдаряли в било молотком такого ж матеріалу. Залежно від того, ближче чи далі від середини ударяють по билу, отримують звуки різної висоти, виникає ціла гама тонів, завдяки чому гра на билі отримує музичний характер.